# Quasitagalis
Quasitagalis is een geslacht van wantsen uit de familie van de Reduviidae (Roofwantsen). Het geslacht werd voor het eerst wetenschappelijk beschreven door Gil-Santana in Oliveira & Zampaulo.

## Soorten
Het genus is monotypisch en bevat alleen de volgende soort:

- Quasitagalis afonsoi Gil-Santana, Oliveira & Zampaulo, 2020